# Демболенка (Західнопоморське воєводство)
Демболенка (пол. Dębołęka, нім. Dammlang) — село в Польщі, у гміні Валч Валецького повіту Західнопоморського воєводства.
Населення — 427 осіб (2011).
У 1975-1998 роках село належало до Пільського воєводства.

## Демографія
Демографічна структура станом на 31 березня 2011 року:
|          | Загалом | Допрацездатний вік | Працездатний вік | Постпрацездатний вік |
| -------- | ------- | ------------------ | ---------------- | -------------------- |
| Чоловіки | 203     | 47                 | 145              | 11                   |
| Жінки    | 224     | 46                 | 136              | 42                   |
| Разом    | 427     | 93                 | 281              | 53                   |